# کشتار با اره‌برقی در تگزاس
کشتار با اره‌برقی در تگزاس (به انگلیسی: The Texas Chain Saw Massacre) یک فیلم اسلشر آمریکایی محصول ۱۹۷۴ به کارگردانی و تهیه‌کنندگی توبی هوپر است. در این فیلم، گونار هانسن نقش شخصیت شرور اصلی را بازی می‌کند؛ که به خاطر این بازی از او تقدیرات زیادی به عمل آمده. فیلم، روایت گروهی از دوستان جوان است که وقتی می‌خواهند به دیدار از یک خانه قدیمی بروند، بدل به قربانیان یک خانواده کامل از آدم‌خواران می‌شوند. با این که در زمان انتشار فیلم، گفته می‌شد داستان آن واقعی است تا طرفداران بیشتری جذب کند، ولی داستان فیلم کاملاً ساختگی است و فقط شخصیت «صورت‌چرمی»، نقش منفی اصلی است که از رفتار و زندگی واقعی یک قاتل زنجیره‌ای آمریکایی به نام اد گین الهام گرفته شده. لازم است ذکر شود از شخصیت این قاتل، در شخصیت شروران خیلی از دیگر فیلم‌های ترسناک نیز، از جمله نورمن بیتس در فیلم روانی و هانیبال لکتر و بیل بوفالو در سکوت بره‌ها استفاده شده‌است. به خاطر محتوی بسیار خشونت‌آمیز فیلم، پیدا کردن یک ناشر برای آن سخت بود؛ ولی سرانجام شرکت «براینستون پیکچرز» پخش فیلم را بر عهده گرفت. با این که هوپر، امیدوار بود درجه خشونت فیلم از سوی انجمن سینمایی آمریکا «PG» شناخته شود، ولی آن‌ها فیلم را «R» (خشونت بسیار بالا؛ بالای ۱۷ سال) رتبه‌بندی کردند. با این که فیلم در زمان خود مورد انتقادهای فراوان به علت خشونت زیاد قرار گرفت، ولی هم‌اکنون در بسیاری از وبگاه‌ها و منابع به عنوان یکی از برترین فیلم‌های ترسناک تاریخ سینما شناخته شده‌است.

## داستان
گروهی جوان که مسیر خود را در جریان سفری به تگزاس گم کرده‌اند، در یکی از جاده‌های فرعی جوانی با رفتاری عجیب و غریب را سوار اتومبیل شان می‌کنند. پس از اتفاقاتی چند، اعضای گروه آرام آرام به دام یک خانوادهٔ آدم‌خوار تگزاسی که در منطقه ای دورافتاده که در آن حوالی منزل دارند، می‌افتند.